# Stenodyneroides rhizophorarum
Stenodyneroides rhizophorarum är en stekelart som först beskrevs av Joseph Charles Bequaert 1918.  Stenodyneroides rhizophorarum ingår i släktet Stenodyneroides och familjen Eumenidae. Inga underarter finns listade i Catalogue of Life.